# 해가
"해가"(海歌)는 신라의 가요이다.

해가에 대해서《삼국유사》에는 신라 성덕왕 때 순정공(純貞公)의 아내인 수로부인의 미모가 뛰어나 해룡(海龍)이 그녀를 납치하자, 한 노인의 말에 따라 사람들을 모아 막대기로 언덕을 치면서 
| “ | “거북아 거북아 수로부인을 내놓아라 남의 부녀를 빼앗아간 죄가 얼마나 큰가 네가 만약 거역하고 내놓지 않으면 그물로 잡아구워 먹으리라.” | ” |

라는 노래를 부르자 해룡이 수로부인을 풀어주었다고 한다.